# Primo trittico di Valle Castellana
Il Primo trittico di Valle Castellana è un dipinto a tempera e oro su tavola (207x145 cm) di Carlo Crivelli, databile al 1472 circa e conservato nella Pinacoteca civica di Ascoli Piceno. 

## Storia
L'opera proviene dalla chiesa di San Vito a Valle Castellana, in provincia di Teramo. Lacunosa e in parte illeggibile per il cattivo stato di conservazione, è ritenuta però autografa, con l'esclusione del Drey (1927), che la riferì invece a Pietro Alemanno. Di opinione contraria furono però Berenson e tutta la critica seguente, vicina stilisticamente al Polittico di Sant'Emidio per il Duomo di Ascoli.

## Descrizione e stile
Il trittico è composto da una Madonna in trono col Bambino al centro, accompagnata da san Pietro Martire e il beato Giacomo della Marca coi committenti. Ai lati san Pietro apostolo e san Sebastiano, mentre nella cuspide triangolare è il Padre Eterno.
Come nella Madonna di Corridonia e in altre opere di quegli anni, l'artista accantanò momentaneamente il fondo oro, stendendo un colore rosso uniforme in cui compaiono, qua e là, dei serafini e stese dei drappi alle spalle dei santi, questi sì dorati e decorati da ricami e damascature. Variata è l'espressione dei santi e anche la Vergine distendendo un braccio sembra offrire in maniera originale il figlio alla contemplazione dei fedeli. Permangono invece stilemi più aracici, nel pannello centrale, come le proporzioni gerarchiche.